# Johann Georg von Ponickau (Reichstagsgesandter)
Johann Georg von Ponickau (* 31. August 1708; † 6. Dezember 1775 in Regensburg) war kursächsischer Geheimer Rat, Konferenzminister und Reichstagsgesandter.

## Herkunft
Johann Georg von Ponickau stammte aus dem sächsisch-meißnischen Adelsgeschlecht Ponickau. Sein Vater war der  Oberbergdirektor Johann Georg von Ponickau (1669–1725), wirklicher Geheimer Rat, Oberappellations-, Konsistorialpräsident und Besitzer der Güter Pohla, Stacha, Schönbrunn und Taschendorf. Seine Mutter war Eleonore Sophie von Ponickau, geborene von Einsiedel († 1750). Johann Georg hatte zehn Geschwister, fünf Brüder und fünf Schwestern, von denen acht das Erwachsenenalter erreichten.

## Wirken

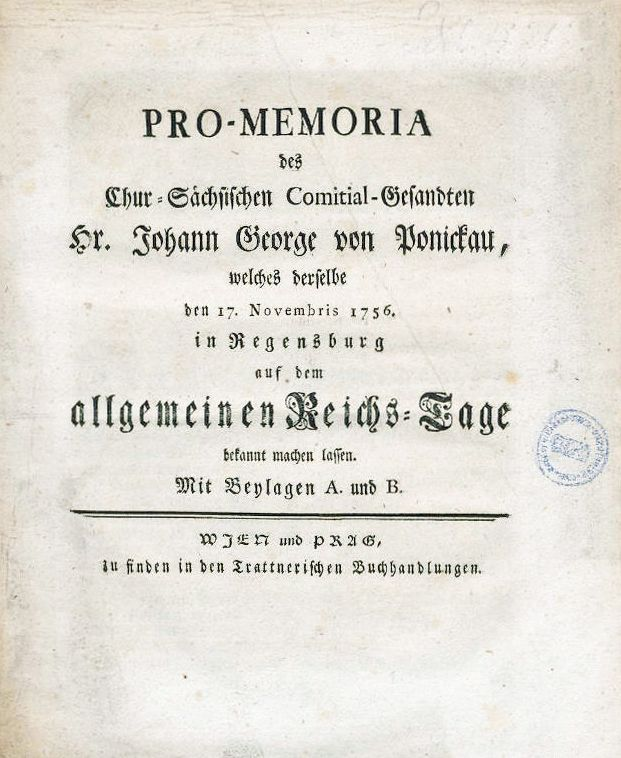
Titelseite einer 1756 von Ponickau dem Reichstag vorgelegten Denkschrift

Von 1722 bis 1726 besuchte Johann Georg von Ponickau die Fürstenschule Meißen und studierte anschließend vier Jahre Jura an der Universität Leipzig. 1733 begleitete er den sächsischen Gesandten Graf Moritz Karl zu Lynar (1702–1768) als Gesandtschaftskavalier nach St. Petersburg. Nach seiner Rückkehr 1714 wurde er zum Appellationsrat ernannt und war bis 1749 am Appellationsgericht tätig.
1749 wurde er Kammerherr und kursächsischer Gesandter am Immerwährenden Reichstag in Regensburg, was er für 26 Jahre bis zu seinem Tode blieb. Im Reichstag setzte er sich zu Beginn des Siebenjährigen Krieges besonders dafür ein, den Schutz des Reiches für das neutrale von den Preußen besetzte Sachsen zu erlangen, unter anderem mit einer Denkschrift von 1756. 1760 erhielt er den Titel eines wirklichen Geheimen Rates und Konferenzministers.
1764 nahm er für Sachsen in Frankfurt/Main an der Wahl Josephs II. zum römisch-deutschen König und späteren Kaiser teil. Neben seiner Funktion im Reichstag war er auch Vorsitzender im Corpus Evangelicorum und Besitzer der vom Vater ererbten Rittergüter.

## Privates
Johann Georg von Ponickau war nicht verheiratet. In Regensburg lebte er zusammen mit seinen vier Schwestern im Palais Löschenkohl. Sie waren die Ersten, die dieses Mietquartier nutzten, worauf das Gebäude auch den Namen Kursächsische Gesandtschaft bekam. Ponickau starb in Regensburg und wurde auf dem Friedhof der dortigen  Dreieinigkeitskirche beerdigt, der für die Beisetzung der in Regensburg verstorbenen evangelischen Gesandten des Immerwährenden Reichstags diente und auch Gesandtenfriedhof heißt. Für Ponickau und seine vier Schwestern wurde die frühere Gruft der evangelischen Exulanten der Familie Stubenberg genutzt.  Mit Johann Georg erlosch dieser Zweig der Familie von Ponickau.